# Alejandro Agustín Lanusse
Alejandro Agustín Lanusse (Buenos Aires, 28 augustus 1918 – aldaar, 26 augustus 1996) was een Argentijnse generaal, en president van Argentinië van 1971 tot 1973.
Als luitenant-generaal leidde Lanusse de staatsgreep tegen president Juan Carlos Onganía op 9 juni 1970. Hij zorgde ervoor dat Roberto Marcelo Levingston, een tot dan vrij onbekende brigadegeneraal, benoemd werd tot president door de militaire junta. Na nog geen jaar schoof hij Levingston echter opzij omdat hij hem een te eigengereid optreden verweet. 
Lanusse werd zelf tot president benoemd en kondigde de terugkeer aan naar een constitutioneel bestuur. Hij liet terug politieke partijen toe en stond toe dat Eva Perón herbegraven werd in Argentijnse bodem. Zijn regime werd belaagd door linkse guerrilla-bewegingen die bomaanslagen en ontvoeringen pleegden, en ook door rechtse militairen die zich uitspraken tegen een terugkeer naar de democratie. In oktober 1971 werd een poging tot militaire staatsgreep verijdeld, en liet Lanusse de oud-presidenten Onganía en Levingston arresteren. Economisch ging het land door een crisis maar de president kon wel genieten van de steun van de peronistische vakbond CGT.
Lanusse trad af na de presidentsverkiezingen van 11 maart 1973, nadat hij er eerst voor had gezorgd dat ex-president Juan Perón, die in ballingschap leefde, werd uitgesloten via een speciale clausule. De peronistische presidentskandidaat Héctor Cámpora won overtuigend de presidentsverkiezingen.
- Bibliothèque nationale de France: cb121868943 (data)
- Gemeinsame Normdatei: 1018400001
- International Standard Name Identifier: 0000 0000 8350 3965
- Library of Congress Control Number: n82252150
- National Archives and Records Administration: 10568087
- Nationale Bibliotheek van Israël: 987007297586405171
- Nederlandse Thesaurus van Auteursnamen: 130352993
- SNAC: w68j4nvd
- Système universitaire de documentation: 079929176
- Virtual International Authority File: 2516393
- WorldCat: E39PBJhX9gyGqcHY3JdYyWTfv3